# Адрар (держава)
Адра́р — емірат в центральній частині сучасної Мавританії, в районі плоскогір'я Адрар, в 1740-середині 1940-их роках.
Емірат заснований арабський (хасанським) племенем мгафра. На чолі емірату стояли еміри з роду улед-джафрія. Економіка країни трималась на кочовому скотарстві (верблюди та вівці), в оазах існувало незначне осіле землеробство, головним чином вирощування фініків.
Владну верхівку в еміраті становили воїни-хасани, нижче стояли в основному берберські за складом племена марабутів та данників-зенага, які виплачували хасанам данину фініками та молоком. Нижній щабель займали раби та звільнені, які виконували землеробницькі роботи та приглядали за худобою.